# 图里 (伊勒-维莱讷省)
图里（法語：Thourie，法語發音：[tuʁi]）是法国伊勒-维莱讷省的一个市镇，位于该省东南部，属于富热尔-维特雷区。

## 地理
图里（47°51'15"N, 1°28'51"W）面积24.04 平方千米，位于法国布列塔尼大區伊勒-维莱讷省，该省份为法国西北部沿海省份，位于布列塔尼半岛东部，北濒大西洋，西接阿摩尔滨海省和莫尔比昂省，南至大西洋卢瓦尔省，西南端接曼恩-卢瓦尔省，东临马耶讷省，东北与芒什省接壤。
与图里接壤的市镇（或旧市镇、城区）包括：科埃姆、拉库耶尔、拉梅地区埃尔塞、拉勒、马蒂涅费绍、泰耶、费尔塞、苏尔瓦什。

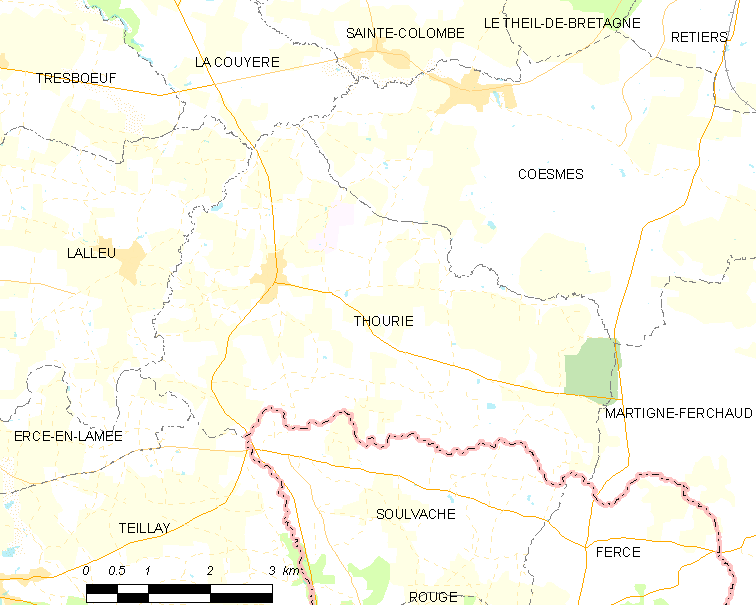
的OSM定位图

图里的时区为UTC+01:00、UTC+02:00（夏令时）。

## 行政
图里的邮政编码为35134，INSEE市镇编码为35335。

## 政治
图里所属的省级选区为布列塔尼地区拉盖尔什县。

## 人口

1962-2008年间人口变化图示

图里于2022年1月1日时的人口数量为857人。